# سونیک جامپ فیور
سونیک جامپ فیور یا پرش هیجانی سونیک (به انگلیسی: Sonic Jump Fever) یک بازی پرشی عمودی توسعه‌یافته استودیوی بریتانیایی هاردلایت بود. این بازی دنبالهٔ سونیک جامپ می‌بود و در ۱۰ ژوئیهٔ سال ۲۰۱۴ برای سیستم‌های آی‌اواس و اندروید در دسترس قرار گرفته بود.
این بازی از ۷ نوامبر سال ۲۰۱۶ دیگر در گوگل پلی استور برای دانلود در دسترس رار ندارد.